# Баскетболист года среди студентов по версии Sporting News
Баскетболист года среди студентов по версии Sporting News (англ. Sporting News College Basketball Player of the Year) — ежегодная баскетбольная награда, которая вручается лучшему баскетболисту среди студентов в 1-м дивизионе NCAA по результатам голосования. Она была учреждена американским спортивным журналом Sporting News и впервые вручена Энди Филлипу из Иллинойсского университета в Урбане-Шампейне в сезоне 1942/43 годов. С 1947 по 1949 годы и с 1952 по 1957 годы премия не вручалась.
Шесть игроков, Оскар Робертсон, Джерри Лукас, Билл Брэдли, Лью Алсиндор, Билл Уолтон и Майкл Джордан, получали эту награду несколько раз, причём Робертсон и Уолтон выигрывали её три раза. Лишь три игрока, Кевин Дюрант, Энтони Дэвис и Зайон Уильямсон, становились лауреатами данного трофея, будучи первокурсниками. Чаще других победителями в этой номинации становились баскетболисты Калифорнийского университета в Лос-Анджелесе и университета Дьюка (по 7 раз). Действующим обладателем почётного трофея является Зайон Уильямсон из университета Дьюка.

## Легенда
| *         | Избраны в Зал славы баскетбола |
| Игрок (X) | Количество титулов             |

## Победители
| Сезон   | Игрок                   | Фото                    | Университет                 | Позиция                                     | Год обучения            |
| ------- | ----------------------- | ----------------------- | --------------------------- | ------------------------------------------- | ----------------------- |
| 1942/43 | Энди Филлип*            |                         | Иллинойс                    | Защитник / Форвард                          | Четвёртый               |
| 1943/44 | Дейл Холл               |                         | Военная академия США        | Нет данных                                  | Третий                  |
| 1944/45 | Джордж Майкен*          |                         | Де Поль                     | Центровой                                   | Третий                  |
| 1945/46 | Боб Кёрланд*            |                         | Оклахома                    | Центровой                                   | Четвёртый               |
| 1947-49 | Победитель не выбирался | Победитель не выбирался | Победитель не выбирался     | Победитель не выбирался                     | Победитель не выбирался |
| 1949/50 | Пол Аризин*             |                         | Вилланова                   | Форвард                                     | Четвёртый               |
| 1950/51 | Шерман Уайт             |                         | Лонг-Айленд                 | Форвард                                     | Четвёртый               |
| 1952-57 | Победитель не выбирался | Победитель не выбирался | Победитель не выбирался     | Победитель не выбирался                     | Победитель не выбирался |
| 1957/58 | Оскар Робертсон*        |                         | Цинциннати                  | Разыгрывающий защитник                      | Второй                  |
| 1958/59 | Оскар Робертсон* (2)    |                         | Цинциннати                  | Разыгрывающий защитник                      | Третий                  |
| 1959/60 | Оскар Робертсон* (3)    |                         | Цинциннати                  | Разыгрывающий защитник                      | Четвёртый               |
| 1960/61 | Джерри Лукас*           |                         | Огайо                       | Форвард / Центровой                         | Третий                  |
| 1961/62 | Джерри Лукас* (2)       |                         | Огайо                       | Форвард / Центровой                         | Четвёртый               |
| 1962/63 | Арт Хейман              |                         | Дьюк                        | Защитник / Форвард                          | Четвёртый               |
| 1963/64 | Билл Брэдли*            |                         | Принстон                    | Лёгкий форвард / Атакующий защитник         | Третий                  |
| 1964/65 | Билл Брэдли* (2)        |                         | Принстон                    | Лёгкий форвард / Атакующий защитник         | Четвёртый               |
| 1965/66 | Кэззи Расселл           |                         | Мичиган                     | Атакующий защитник                          | Четвёртый               |
| 1966/67 | Лью Алсиндор*[a]        |                         | УКЛА                        | Центровой                                   | Второй                  |
| 1967/68 | Элвин Хейз*             |                         | Хьюстон                     | Форвард / Центровой                         | Четвёртый               |
| 1968/69 | Лью Алсиндор*[a] (2)    |                         | УКЛА                        | Центровой                                   | Четвёртый               |
| 1969/70 | Пит Маравич*            |                         | Луизиана                    | Защитник                                    | Четвёртый               |
| 1970/71 | Сидни Уикс              |                         | УКЛА                        | Центровой                                   | Четвёртый               |
| 1971/72 | Билл Уолтон*            |                         | УКЛА                        | Центровой                                   | Второй                  |
| 1972/73 | Билл Уолтон* (2)        |                         | УКЛА                        | Центровой                                   | Третий                  |
| 1973/74 | Билл Уолтон* (3)        |                         | УКЛА                        | Центровой                                   | Четвёртый               |
| 1974/75 | Дэвид Томпсон*          |                         | Северная Каролина           | Атакующий защитник / Лёгкий форвард         | Четвёртый               |
| 1975/76 | Скотт Мэй               |                         | Индиана                     | Форвард                                     | Четвёртый               |
| 1976/77 | Маркес Джонсон          |                         | УКЛА                        | Защитник / Форвард                          | Четвёртый               |
| 1977/78 | Филл Форд               |                         | СК Чапел-Хилл               | Разыгрывающий защитник                      | Четвёртый               |
| 1978/79 | Ларри Бёрд*             |                         | Индиана                     | Лёгкий форвард                              | Четвёртый               |
| 1979/80 | Даррелл Гриффит         |                         | Луисвилл                    | Атакующий защитник                          | Четвёртый               |
| 1980/81 | Марк Агирре             |                         | Де Поль                     | Лёгкий форвард                              | Третий                  |
| 1981/82 | Ральф Сэмпсон*          |                         | Вирджиния                   | Центровой                                   | Третий                  |
| 1982/83 | Майкл Джордан*          |                         | СК Чапел-Хилл               | Атакующий защитник                          | Второй                  |
| 1983/84 | Майкл Джордан* (2)      |                         | СК Чапел-Хилл               | Атакующий защитник                          | Третий                  |
| 1984/85 | Патрик Юинг*            |                         | Джорджтаун                  | Центровой                                   | Четвёртый               |
| 1985/86 | Уолтер Берри            |                         | Сент-Джонс                  | Тяжёлый форвард                             | Четвёртый               |
| 1986/87 | Дэвид Робинсон*         |                         | Военно-морская академия США | Центровой                                   | Четвёртый               |
| 1987/88 | Херси Хокинс            |                         | Брэдли                      | Атакующий защитник                          | Четвёртый               |
| 1988/89 | Стэйси Кинг             |                         | Оклахома                    | Центровой                                   | Четвёртый               |
| 1989/90 | Деннис Скотт            |                         | Джорджия Тек                | Лёгкий форвард                              | Третий                  |
| 1990/91 | Ларри Джонсон           |                         | Лас-Вегас                   | Тяжёлый форвард                             | Четвёртый               |
| 1991/92 | Кристиан Леттнер        |                         | Дьюк                        | Форвард                                     | Четвёртый               |
| 1992/93 | Калберт Чини            |                         | Индиана                     | Лёгкий форвард                              | Четвёртый               |
| 1993/94 | Гленн Робинсон          |                         | Пердью                      | Лёгкий форвард / Тяжёлый форвард            | Второй                  |
| 1994/95 | Шон Респерт             |                         | Мичиган                     | Атакующий защитник                          | Четвёртый               |
| 1995/96 | Маркус Кэмби            |                         | УМасс                       | Центровой                                   | Третий                  |
| 1996/97 | Тим Данкан              |                         | Уэйк-Форест                 | Центровой                                   | Четвёртый               |
| 1997/98 | Антуан Джеймисон        |                         | СК Чапел-Хилл               | Лёгкий форвард                              | Третий                  |
| 1998/99 | Элтон Брэнд             |                         | Дьюк                        | Центровой                                   | Второй                  |
| 1999/00 | Кеньон Мартин           |                         | Цинциннати                  | Тяжёлый форвард                             | Четвёртый               |
| 2000/01 | Шейн Баттье             |                         | Дьюк                        | Лёгкий форвард / Атакующий защитник         | Четвёртый               |
| 2001/02 | Джей Уильямс            |                         | Дьюк                        | Разыгрывающий защитник                      | Третий                  |
| 2002/03 | Ти Джей Форд            |                         | Техас                       | Разыгрывающий защитник                      | Второй                  |
| 2003/04 | Джамир Нельсон          |                         | Сент-Джозефс                | Разыгрывающий защитник                      | Четвёртый               |
| 2004/05 | Ди Браун                |                         | Иллинойс                    | Разыгрывающий защитник                      | Четвёртый               |
| 2005/06 | Джей Джей Редик         |                         | Дьюк                        | Атакующий защитник                          | Четвёртый               |
| 2006/07 | Кевин Дюрант            |                         | Техас                       | Лёгкий форвард                              | Первый                  |
| 2007/08 | Тайлер Хэнсбро          |                         | СК Чапел-Хилл               | Тяжёлый форвард                             | Третий                  |
| 2008/09 | Блэйк Гриффин           |                         | Оклахома                    | Тяжёлый форвард                             | Второй                  |
| 2009/10 | Эван Тёрнер             |                         | Огайо                       | Атакующий защитник / Лёгкий форвард         | Третий                  |
| 2010/11 | Джиммер Фредетт         |                         | Бригам Янг                  | Разыгрывающий защитник / Атакующий защитник | Четвёртый               |
| 2011/12 | Энтони Дэвис            |                         | Кентукки                    | Центровой                                   | Первый                  |
| 2012/13 | Виктор Оладипо          |                         | Индиана                     | Защитник                                    | Третий                  |
| 2013/14 | Дуг Макдермотт          |                         | Крейтон                     | Лёгкий форвард / Тяжёлый форвард            | Четвёртый               |
| 2014/15 | Фрэнк Камински          |                         | Висконсин                   | Тяжёлый форвард                             | Четвёртый               |
| 2015/16 | Бадди Хилд              |                         | Оклахома                    | Атакующий защитник                          | Четвёртый               |
| 2016/17 | Фрэнк Мейсон            |                         | Канзасский университет      | Разыгрывающий защитник                      | Четвёртый               |
| 2017/18 | Джейлен Брансон         |                         | Университет Вилланова       | Разыгрывающий защитник                      | Третий                  |
| 2018/19 | Зайон Уильямсон         |                         | Университет Дьюка           | Лёгкий форвард / Тяжёлый форвард            | Первый                  |

## Комментарии
- a  Сменил имя 1 мая 1971 года после первой победы в НБА и принятия ислама, имя при рождении Фердинанд Льюис Алсиндор-младший или просто Льюис Алсиндор. Его новое имя, Карим Абдул-Джаббар, означает: «щедрый, слуга всесильного» (Аллаха)[1].